# Kurt Wuchterl
Kurt Wuchterl (* 1931) ist ein deutscher Lehrer, Philosoph und Autor.

## Leben
Wuchterl studierte Mathematik, Philosophie und Physik in Heidelberg und Göttingen. Er legte 1956 das erste und drei Jahre später das zweite Staatsexamen für den Schuldienst ab. Er promovierte mit einer Arbeit Die Theorie der formalen Logik bei Kant und in der Logistik bei Hans-Georg Gadamer und Dieter Henrich. Danach ging er in den Schuldienst und unterrichtete an Gymnasien in Ellwangen, Ulm und Schwäbisch Gmünd.
Ab 1970 hatte er Lehraufträge an den Universitäten Stuttgart und Konstanz. Im Jahre 1975 habilitierte er sich mit einer Kumulative-Habilitationsschrift in Sprachphilosophie und Logik an der Universität Stuttgart. Seit 1981 war er dort außerplanmäßiger Professor für Philosophie bis 2002. Er war ebenso Dozent in der Philosophielehrerausbildung in Baden-Württemberg.
Er tritt insbesondere als Autor von Büchern zur Philosophie hervor, die eine allgemeine Übersicht geben:
Seine Forschungsschwerpunkte sind die Philosophie des 20. Jahrhunderts, Analytische Philosophie, Religionsphilosophie, Philosophie der Mathematik, Wittgenstein, Didaktik der Philosophie.

## Preise
1966 Preis der Aristotelian Society London für eine Arbeit über phänomenologische Grundlagen der Mathematik.

## Schriften
- Kontingenz oder das Andere der Vernunft. Zum Verhältnis von Philosophie, Naturwissenschaft und Religion. Steiner Verlag, Stuttgart 2011
- Die Sonderstellung des Menschen. Neue Argumente im Zeitalter der Hirnforschung? Merus Verlag, Hamburg 2007
- mit Adolf Hübner: Ludwig Wittgenstein. Mit Selbstzeugnissen und Bilddokumenten. Rowohlt Verlag, Reinbek bei Hamburg 2001, ISBN 978-3-499-50275-0, 13., neubearbeitete Aufl. 2006, Übersetzungen in das Japanische, Tschechische, Koreanische und Chinesische
- Handbuch der analytischen Philosophie und Grundlagenforschung. Von Frege zu Wittgenstein. Haupt Verlag, Bern / Stuttgart / Wien 2002
- Einführung in die Philosophiegeschichte. Ursprung und Entwicklung westlichen Denkens. UTB. Haupt Verlag, Bern / Stuttgart / Wien 2000
- Methoden der Gegenwartsphilosophie. UTB. Haupt Verlag, Bern / Stuttgart / Wien, 3., erw. Aufl. (1. Aufl. 1977) 1999
- Lehrbuch der Philosophie. UTB. Haupt Verlag, Bern / Stuttgart / Wien, 5., erw. Aufl. (1. Aufl.1984) 1998
- Streitgespräche und Kontroversen in der Philosophie des 20. Jahrhunderts. UTB. Haupt Verlag, Bern / Stuttgart / Wien 1997
- Grundkurs: Geschichte der Philosophie. UTB. Haupt Verlag, Bern / Stuttgart, 3. Aufl. (1. Aufl. 1986) 1996
- Bausteine zu einer Geschichte der Philosophie des 20. Jahrhunderts. Von Husserl zu Heidegger. Große UTB-Reihe. Haupt Verlag, Bern / Stuttgart 1995
- Analyse und Kritik der religiösen Vernunft. Grundzüge einer paradigmenbezogenen Religionsphilosophie. UTB. Haupt Verlag, Bern / Stuttgart 1989, Übersetzung ins Litauische
- Philosophie und Religion. Zur Aktualität der Religionsphilosophie. UTB. Haupt Verlag, Bern / Stuttgart 1982
- Grundlagen der Mathematik und nichteuklidischen Geometrie. Reihe Andelfinger Mathematik. Herder Verlag, Freiburg 1976
- Logik. Reihe Andelfinger Mathematik. Herder Verlag, Freiburg 1974
- Struktur und Sprachspiel bei Wittgenstein. Reihe Theorie, hg. von H. Blumenberg, J. Habermas, D. Henrich und J. Taubes. Suhrkamp Verlag,  Frankfurt a. M. 1969